# Lyrotyloides viridis
Lyrotyloides viridis är en insektsart som beskrevs av Bei-bienko 1956. Lyrotyloides viridis ingår i släktet Lyrotyloides och familjen gräshoppor. Inga underarter finns listade i Catalogue of Life.